# Schizaea
Schizaea, biljni rod iz porodice Schizaeaceae. Postoji 19 vrsta i jedan hibrid raširenih po tropskoj Americi, tropskom Starom svijetu, Australiji i Novom Zelandu

## Vrste
1. Schizaea australis Gaudich.
2. Schizaea bifida Willd.
3. Schizaea dichotoma (L.) Sm.
4. Schizaea elegans (Vahl) Sw.
5. Schizaea fistulosa Labill.
6. Schizaea fluminensis Miers ex Sturm
7. Schizaea incurvata Schkuhr
8. Schizaea malaccana Baker
9. Schizaea montis-petrae Brade
10. Schizaea pectinata (L.) Sw.
11. Schizaea poeppigiana Sturm
12. Schizaea pseudodichotoma Bierh.
13. Schizaea pusilla Pursh
14. Schizaea rhacoindusiata Bierh.
15. Schizaea robusta Baker
16. Schizaea rupestris R. Br.
17. Schizaea sprucei Hook. ex Baker
18. Schizaea stricta Lellinger
19. Schizaea tenella Kaulf.
20. Schizaea × diversispora Bierh.